# Atoll Jackson
L'atoll Jackson (en anglais Jackson Atoll, en vietnamien Bãi Hải Sâm, en tagalog Quirino Atoll, en mandarin Wǔ fāng jiāo (en sinogrammes 五方礁)), est un atoll des îles Spratleys en mer de Chine méridionale situé dans la partie nord-est de Dangerous Ground.

## Toponymie
En 1935, le nom annoncé par le Comité d'examen des cartes des terres et des eaux de la République de Chine était Běi è jiāo (北恶礁). En 1983, le nom standard annoncé par le Comité chinois des noms géographiques était Wǔ fāng jiāo (五方礁). Les pêcheurs chinois appellent toujours ce récif Ngouhong (为五孔) ou Ngouhuang (五风). Certaines informations appellent le récif jié shèng jiāo (捷胜礁).
Les pays occidentaux l'appellent généralement Jackson Atoll ; les premières données britanniques appelaient le récif North Mischief Reef.
Le navire britannique H.M.S. Iroquois dirigé par le capitaine A.L. Jackson inspecta l'atoll ainsi que d'autres îles et récifs en 1928.
Les Philippines appellent le récif Quirino Atoll. Le Viêt Nam appelle le récif Bãi Hải Sâm (plage du concombre de mer). Pendant la Seconde Guerre mondiale, le Japon a appelé le récif Goto Reef.

## Géographie
L'atoll Jackson est situé à moins de 140 milles marins au nord-ouest de l'île de Palawan et à un peu plus de 200 milles marins au nord de l'île de Bornéo.
L'atoll Jackson est situé à 12 milles marins au sud-ouest de l'île Nanshan, à 22 milles marins au sud-ouest du récif Iroquois et à 29 milles marins au nord-ouest du récif Hardy et à 23 milles marins au nord-est du récif Hopps,,.

## Caractéristiques
L'atoll Jackson est un atoll indépendant et ouvert de taille moyenne en eaux profondes. Le diamètre moyen du récif est d'environ 10,5 kilomètres (le grand axe fait 11,5 km de long dans la direction du nord-est au sud-ouest et 10,5 km de largeur dans la direction du nord-ouest au sud-est). L'atoll dans son ensemble a la forme d'un carré, chaque côté mesurant environ 9 km. Cet atoll corallien relie cinq platiers récifaux peu profonds, dont quatre sont situés dans les coins du carré et sont de taille comparable. Il s'agit des récifs Hoare, Deane, Dickinson et Petch. La cinquième plateforme, le récif Hampson, est plus petite, plus profonde et située au milieu du côté sud.
La couverture aérienne de cet atoll est de 81,47 km2 comprenant un platier récifal de 8,24 km2 qui entoure un lagon de 62,18 km2 et une pente récifale de 11,025 km2.
Plusieurs parties des platiers récifaux des récifs Hoare et Petch semblent endommagées par les activités de dragage passées et éventuellement d'autres activités humaines destructrices.
Le lagon a des profondeurs variant de 25 à 46 mètres avec quelques têtes de corail dans les Fly Patches entre les récifs Hoare et Dickinson, sur le périmètre nord. Il y a quatre entrées dans le lagon.

## Histoire
- Les eaux où se trouve le récif Jackson sont riches en ressources halieutiques et constituent une zone de pêche traditionnelle pour les pêcheurs chinois.
- En 1928, le navire d'enquête britannique HMS Iroquois (capitaine A.L. Jackson) inspecta l'atoll Jackson et d'autres îles et récifs.
- En 1933, le navire d'enquête britannique HMS Herald mena une fois de plus une enquête secrète sur l'atoll Jackson[6].
- De 1936 à 1937, le navire d'étude japonais Katsuriki a mené une brève étude sur l'atoll Jackson, puis a dessiné la « Nouvelle carte des îles du Sud » (IJN-HO 525).
- En mai 1989, l'équipe d'expédition Nansha de l'Académie chinoise des sciences a pris le « Navire de recherche Nanfeng 703 » pour inspecter l'atoll Jackson et a enterré le signe de l'expédition scientifique de « l'équipe d'expédition Nansha de l'Académie chinoise des sciences ».
- En mai 1990, l'équipe de l'expédition Nansha de l'Académie chinoise des sciences a pris le « Navire d'expédition Expérience no 3 » pour effectuer une autre inspection et a enterré des marqueurs d'inspection au nord de l'atoll Jackson.
- D'avril à mai 1994, l'équipe de l'expédition Nansha de l'Académie chinoise des sciences a de nouveau inspecté et jeté l'ancre sur l'atoll Jackson.
- Le 23 mars 1995, les Philippines ont fait exploser les bornes d'enquête fixées par la Chine sur l'atoll Jackson et d'autres îles et récifs.
- Selon les médias philippins du 2 juin 2011, le 25 février 2011, trois bateaux de pêche philippins, le F/V Jaime DLS, le F/V Mama Lydia DLS et le F/V Maricris 12, ont jeté l'ancre sur l'atoll Jackson. Le navire de la marine 560 (navire Dongguan) les a chassés et a crié. Les médias philippins ont affirmé que le navire de la marine 560 navire avait tiré sur le F/V Maricris 12. L'ambassade de Chine à Manille a démenti les informations ci-dessus et a souligné que le navire de recherche océanique menait des activités de recherche normales.

### Bateau de pêche philippin échoué sur l'atoll Jackson
Le 2 mars 2016, les médias philippins ont rapporté que « la Chine a pris le contrôle de l'atoll Jackson ». L'article soulignait que la Chine avait déployé cinq navires sur l'atoll Jackson pour empêcher les pêcheurs philippins de s'approcher de l'atoll Jackson pendant plus d'un mois.
Le ministère chinois des Affaires étrangères a déclaré : « Fin 2015, un bateau de pêche étranger s'est échoué près du récif de Wufang, dans les îles chinoises de Nansha. Le propriétaire a tenté de remorquer le bateau à plusieurs reprises, mais a échoué et a finalement décidé d'abandonner le navire et de démonter les principaux composants du navire. Afin d'éviter que l'échouage à long terme du navire n'affecte la sécurité de la navigation et n'endommage l'environnement marin, le Bureau de sauvetage et de récupération du ministère des Transports de Chine a récemment envoyé un navire de sauvetage jusqu'à l'atoll Jackson pour remorquer le navire échoué hors des hauts-fonds, puis s'en débarrasser correctement. Au cours de l'opération, afin d'assurer la sécurité de la navigation et les conditions d'exploitation, la Chine a persuadé les bateaux de pêche proches des eaux opérationnelles de partir. Une fois l'opération terminée, le navire chinois est reparti ».
Le porte-parole du Département d'État américain, Turner, a déclaré qu'il avait remarqué des informations faisant état de navires chinois opérant dans les eaux proches de l'atoll Jackson et qu'il espérait que la Chine n'utiliserait pas sa marine pour intimider les bateaux de pêche d'autres pays dans les eaux.
Jusqu'au 3 mars 2016, le ministère philippin des Affaires étrangères et le ministère de la Défense nationale soulignaient que « les navires de guerre chinois se sont retirés de l'atoll Jackson, dans les îles Spratleys ». Le ministère chinois des Affaires étrangères a souligné qu'« il n'y a aucune situation dans laquelle la marine chinoise intimide les bateaux de pêche d'autres pays ». « Des pays individuels ont porté de fausses accusations contre la Chine sans clarifier toute l'histoire. soutien pour cela. » Le 6 mars 2016, le ministère philippin des Affaires étrangères a confirmé que les navires chinois avaient évacué l'atoll Jackson et qu'aucune nouvelle installation ni remise en état des terres n'avait été réalisée.
| \| Récif Dickinson Récif Hoare Récif Deane Récif Hampson Récif Petch Image satellite de l'atoll Jackson prise par la NASA. \| |
| --- |
| Récif Dickinson Récif Hoare Récif Deane Récif Hampson Récif Petch Image satellite de l'atoll Jackson prise par la NASA.       |

| Anglais        | Sinogrammes simplifiés | Vietnamien      | Philippin | Coordonnées                   | Superficie (km 2) |
| -------------- | ---------------------- | --------------- | --------- | ----------------------------- | ----------------- |
| Jackson Atoll  | 五方礁 (Wǔ fāng jiāo)  | Bãi/Cụm Hải Sâm | Quirino   | 10° 30′ N, 115° 45′ E         | 98                |
| Dickinson Reef | 五方头 (Wǔ fāng tóu)   | Đá Triêm Đức    | -         | 10° 32′ 09″ N, 115° 47′ 20″ E | 1,1               |
| Hoare Reef     | 五方北 (Wǔ fāng běi)   | Đá Hoa          | -         | 10° 32′ 05″ N, 115° 43′ 51″ E | 1,4               |
| Deane Reef     | 五方西 (Wǔ fāng xī)    | Đá Ninh Cơ      | -         | 10° 29′ 59″ N, 115° 42′ 22″ E | 1,9               |
| Hampson Reef   | 五方尾 (Wǔ fāng wěi)   | Đá Hội Đức      | -         | 10° 27′ 48″ N, 115° 43′ 31″ E | 0,07              |
| Petch Reef     | 五方南 (Wǔ fāng nán)   | Đá Định Tường   | -         | 10° 27′ 37″ N, 115° 46′ 50″ E | 1,2               |

## Revendications de souveraineté
L'atoll Jackson est revendiqué par les Philippines, la république populaire de Chine, le Viêt Nam et Taïwan.
L'atoll Jackson tout comme les récifs Iroquois, Hopps et Livock ne sont pas occupés en 2024. On ignore quel pays contrôle ces récifs,.